# Sacha Treille
Sacha Treille (* 6. listopadu 1987 Grenoble) je francouzský hokejový útočník, reprezentant své země. Aktuálně působí v týmu HC Dynamo Pardubice. Jeho bratr Yorick je rovněž profesionálním hokejistou.

## Hráčská kariéra

### Klubová kariéra
V sezóně 2005/2006 debutoval ve francouzské hokejové lize v týmu Brûleurs de Loups z rodného města Grenoblu. V následující sezóně mu byla udělena Trophée Jean-Pierre Graff – cena pro nejlepšího nováčka ligy. S týmem v tomto roce vyhrál francouzský titul i pohár.
V roce 2008 odešel do Švédska, kde hrál za Färjestads BK. Za tento tým odehrál 25 utkání, ale příliš se neprosadil. Získal však titul švédského mistra. Následující sezónu působil ve druholigovém klubu Malmö Redhawks
V létě 2010 se připravoval s českým týmem HC Vítkovice Steel. Nastoupil do tréninkového kempu i k přípravným utkáním, ale smlouvu poté nepodepsal. Vrátil se do Francie, ale v září 2010 podepsal smlouvu s týmem HC Kladno, za které v české extralize nastoupil k 39 utkáním a vstřelil devět gólů. Od konce ledna 2011 byl hráčem Sparty Praha, ve které působí i jeho bratr Yorick. V červnu 2013 se vrátil zpět do HC Rytíři Kladno.

### Reprezentace
Je členem francouzské hokejové reprezentace od juniorských kategorií, hrál na mistrovství světa do 18 let v roce 2005 (divize I) i mistrovství světa do 20 let v roce 2006 a 2007. Za seniorskou reprezentaci se poprvé účastnil mistrovství světa v roce 2007 – nejprve v divizi I, v dalších letech byl pak pravidelně členem francouzské reprezentace na šampionátech elitní kategorie.

## Statistika
Klubová statistika
| Sezona  | Klub                          | Soutěž     | Základní část | Základní část | Základní část | Základní část | Základní část | Play off | Play off | Play off | Play off | Play off |
| Sezona  | Klub                          | Soutěž     | Z             | G             | A             | B             | TM            | Z        | G        | A        | B        | TM       |
| ------- | ----------------------------- | ---------- | ------------- | ------------- | ------------- | ------------- | ------------- | -------- | -------- | -------- | -------- | -------- |
| 2005-06 | Brûleurs de Loups de Grenoble | FRA        | 17            | 2             | 0             | 2             | 2             | 3        | 0        | 0        | 0        | 0        |
| 2006-07 | Brûleurs de Loups de Grenoble | FRA        | 25            | 6             | 5             | 11            | 36            | 12       | 2        | 0        | 2        | 18       |
| 2007-08 | Brûleurs de Loups de Grenoble | FRA        | 16            | 5             | 5             | 10            | 30            | 6        | 1        | 1        | 2        | 33       |
| 2008-09 | Färjestads BK                 | Elitserien | 25            | 0             | 1             | 1             | 6             |          |          |          |          |          |
| 2008-09 | Nybro Vikings IF              | SWE-2      | 3             | 1             | 1             | 2             | 0             |          |          |          |          |          |
| 2008-09 | Bofors IK                     | SWE-2      | 6             | 1             | 1             | 2             | 16            |          |          |          |          |          |
| 2008-09 | Malmö Redhawks                | SWE-2      | 5             | 1             | 0             | 1             | 6             |          |          |          |          |          |
| 2009-10 | Malmö Redhawks                | SWE-2      | 40            | 3             | 3             | 6             | 18            |          |          |          |          |          |
| 2010-11 | HC Kladno                     | ELH        | 39            | 9             | 6             | 15            | 86            |          |          |          |          |          |
| 2011-12 | HC Sparta Praha               | ELH        | 10            | 3             | 1             | 4             | 18            | 5        | 1        | 1        | 2        | 14       |
| 2012-13 | HC Sparta Praha               | ELH        | 28            | 4             | 5             | 9             | 18            | 7        | 1        | 0        | 1        | 4        |

### Reprezentační statistiky
| 2005 | Francie | MS do 18 let d1 | 5 | 3 | 0 | 3 | 10 |
| 2006 | Francie | MS do 20 let d1 | 5 | 2 | 0 | 2 | 10 |
| 2007 | Francie | MS do 20 let d1 | 5 | 3 | 1 | 4 | 18 |
| 2007 | Francie | MS d1           | 5 | 2 | 2 | 4 | 8  |
| 2008 | Francie | MS              | 5 | 0 | 1 | 1 | 4  |
| 2009 | Francie | MS              | 6 | 1 | 0 | 1 | 2  |
| 2010 | Francie | MS              | 6 | 1 | 1 | 2 | 4  |
| 2011 | Francie | MS              | 6 | 2 | 2 | 4 | 16 |
| 2012 | Francie | MS              | 2 | 1 | 1 | 2 | 27 |
| 2013 | Francie | MS              | 7 | 0 | 2 | 2 | 4  |
| 2015 | Francie | MS              | 7 | 1 | 0 | 1 | 7  |
| 2016 | Francie | MS              | 7 | 3 | 1 | 4 | 4  |
| 2019 | Francie | MS              | 7 | 1 | 0 | 1 | 0  |